# Василюк Валентина Федорівна
Валентина Федорівна Василюк (22 лютого 1929 — 8 серпня 2007) — передовичка радянського сільського господарства, доярка колгоспу «Україна» Городоцького району Хмельницької області, Герой Соціалістичної Праці (1973).

## Біографія
Народилася в 1929 році в селі Кремінна Городоцького району Хмельницької області в українській родині. У цьому ж селі закінчила школу. 
З 1944 року стала працювати в рільничій бригаді. У 1952 році перейшла працювати на ферму дояркою колгоспу "Україна". Спочатку в її групі було 15 корів, потім число зросло до 28. В середньому за рік від однієї корови отримувала 5924 л молока.
Указом Президії Верховної Ради СРСР від 6 вересня 1973 року за отримання високих показників у тваринництві Валентині Федорівні Василюк присвоєно звання Героя Соціалістичної Праці з врученням ордена Леніна і медалі «Серп і Молот».
Проживала в рідному селі Кремінна. Померла 8 серпня 2007 року, похована на сільському кладовищі.

## Нагороди
- золота зірка «Серп і Молот» (06.09.1973)
- орден Леніна (06.09.1973)
- інші медалі.